# صحائف تحديث ذات أرقام تسلسلية
(بالإنجليزية: Update Sequence Number Journal)‏  وهي ميزة في نظام الملفات إن تي إف أس إن تي إف إس حيث تحتفظ بسجل للتغييرات التي أدخلت على القسم Volume